# Double écoute
La double écoute est une pratique managériale permettant aux superviseurs de plateaux téléphoniques d'écouter en temps réel et d'enregistrer les conversations des opérateurs dont ils ont la charge. Pour les superviseurs, cette pratique est un outil qui permet d'améliorer les compétences des vendeurs en leur faisant remarquer leurs faiblesses et de les stimuler en soulignant leurs bons résultats.

## Sociologie du travail
Les sociologues du travail observent cette pratique lorsqu'ils mènent des travaux sur les téléopérateurs. Les observations et entretiens qui en résultent montrent que la double écoute permet aux manageurs de s'assurer que leurs employés utilisent bien les éléments du discours et que leurs interactions avec leurs clients se conforment à ce schéma normé, afin de réaliser un rendement optimal.
Il ressort également que cette pratique est une source de stress (avec le même principe que le panoptique) et peut avoir des conséquences sur la santé au travail, car elle peut être perçu comme du harcèlement ou de l'humiliation.

## Dans la culture
Le téléfilm Carole Matthieu de Louis-Julien Petit souligne la pression et la tension que génèrent de cette pratique pour les employés qui y sont confrontés.